# Escipión Emiliano
Publio Cornelio Escipión Emiliano Africano Menor Numantino (en latín, Publius Cornelius Scipio Aemilianus Africanus minor Numantinus) (185 a. C.-129 a. C.), más conocido como Escipión Emiliano, fue un militar y político de la República romana del siglo II a. C., quien actuó dos veces como cónsul, en 147 y 134 a. C. Era hijo de Emilio Paulo, pero fue adoptado por la familia de los Cornelios Escipiones —la más destacada de la época— por un hijo de Escipión el Africano.
En el año 147 a. C., asumió el mando de la tercera guerra púnica (149–146 a. C.) y asedió y destruyó Cartago. En el año 134 a. C. emprendió la guerra numantina (143–133 a. C.), restauró la disciplina del ejército romano y derrotó a los numantinos. Fue un destacado mecenas de escritores y filósofos, el más famoso de los cuales fue el historiador griego Polibio.

## Juventud y primeros años
Desde joven, se debatió entre el tradicionalismo romano y la influencia helenística. A los diecisiete años acompañó a su padre Lucio Emilio Paulo Macedónico a Grecia, y luchó bajo sus órdenes en la batalla de Pidna, en el año 168 a. C.
Seguramente en Grecia conoció al historiador Polibio y en 167 a. C., cuando este fue enviado a Roma, junto con otros exiliados aqueos, Escipión le ofreció su patrocinio y la protección de su poderosa familia y formó con él una gran amistad que continuó sin interrupción durante toda su vida.
De Polibio aprendió mucha literatura griega y en general la refinada cultura griega, pero por otro lado fue un ejemplo también de las virtudes romanas.
Su amistad con Cayo Lelio hijo fue tan notable como la del padre de este con Escipión el Africano, y ha sido inmortalizada por el célebre tratado de Cicerón titulado Laelius sive de Amicitia.
Escipión Emiliano pronto se convirtió en la cabeza del clan de los Escipiones, que integraba a políticos, como Lucio Calpurnio Pisón Cesonino y Quinto Fabio Máximo Emiliano; filósofos, como Panecio de Rodas; escritores, como Lucilio y Terencio; e historiadores como Polibio. Casado con Sempronia, su prima, y hermana de los Gracos, se opuso, sin embargo, a la política de éstos, aunque no simpatizaba con el extremista partido conservador.

## Familia
Ostentó el cargo de cónsul en 147 a. C., concluyó victoriosamente la tercera guerra púnica destruyendo Cartago tras un asedio que duró tres años, y de la misma forma concluyó las guerras contra los celtíberos tras la toma de Numancia. Era hijo menor del primer matrimonio de Lucio Emilio Paulo Macedónico, conquistador de Macedonia. Después fue adoptado por Publio Cornelio Escipión, el hijo mayor de Escipión el Africano, vencedor de Cartago en la segunda guerra púnica (Batalla de Zama, 202 a. C.), de quien tomó el nombre.
Su hermano mayor Quinto Fabio Máximo Emiliano fue a su vez adoptado por la gens Fabia. Tras conquistar Numancia, recibió el sobrenombre de Numantino.
Se casó con su prima Sempronia, hija de Tiberio Sempronio Graco y de Cornelia menor (hermana de su padre adoptivo Publio Cornelio Escipión).

## Campañas en Hispania
Escipión atrajo la atención pública por primera vez en el año 151 a. C. En este año, después de varios desastres en Hispania, no se presentaron voluntarios para el reclutamiento de tropas que estaban realizando los cónsules.
Entonces Emiliano se ofreció como voluntario para servir en el lugar que los cónsules consideraran conveniente; fue nombrado tribuno militar y acompañó al cónsul Licinio Lúculo a Hispania donde se distinguió por su coraje; mató a un cabecilla hispano en combate singular e hizo un acto de valentía al ser el primero en trepar por los muros de la ciudad de Intercatia. Estas hazañas le hicieron ganar la admiración de los enemigos y la de sus compañeros.
En 150 a. C. Lúculo lo envió a África para obtener de Masinisa algunos elefantes, y el rey númida lo recibió muy bien; el rey estaba en guerra con Cartago y pidió a Emiliano que hiciera de mediador, pero fue incapaz de lograr nada. Escipión consiguió algunos elefantes con los que volvió a Hispania.

## Conquista de Cartago
En 150 a. C. comenzaba la tercera guerra púnica. En 149 a. C. se produjo el desembarco en Útica y el asedio de Cartago, que tuvo que interrumpirse al año siguiente por razones logísticas. Escipión Emiliano actuó como tribuno militar, destacando por su inteligencia y capacidad militar, en contraste con la incompetencia de sus superiores. Por su valentía personal y habilitad militar pudo reparar, en gran medida, los errores y la incapacidad del cónsul Manilio, cuyo ejército en una ocasión salvó de la destrucción. Sus habilidades le ganaron la confianza absoluta de Masinisa y de las tropas romanas, mientras que su fidelidad a su palabra lo hizo apreciado por el enemigo. En consecuencia, los comisionados, que habían sido enviados por el Senado para inspeccionar el estado de cosas en el campamento romano, hicieron un informe muy favorable de las habilidades y de la conducta de Emiliano.
El año siguiente, Lucio Calpurnio Pisón tomó el mando del ejército romano y Escipión volvió a Roma, acompañado por los deseos de los soldados que pronto volviera a ser su comandante. Muchos de ellos escribieron a sus amigos en Roma, diciendo que solo Escipión podría conquistar Cartago.
Esto hizo que el pueblo romano acuñara la creencia de que solo un descendiente de Escipión el Africano (vencedor de Aníbal en la Batalla de Zama) podía vencer en Cartago, en una guerra que se les estaba haciendo demasiado larga a los habitantes de la ciudad del Tíber.
Incluso personas de edad como Catón, que siempre estaba más dispuesto a la crítica que a la alabanza, elogió a Escipión con las palabras de Homero: "Sólo él tiene la sabiduría, el resto son sombras vacías".
La predisposición a favor de Escipión aumentó todavía más debido a la falta de éxito de las operaciones de Pisón, y, en consecuencia, en el día que iba a presentarse a la edilidad, fue elegido cónsul, incluso aunque no cumpliera los requisitos requeridos por la legalidad vigente, ya que solo tenía treinta y siete años. Que las leyes duerman por esta noche proclamaron los romanos, y Escipión Emiliano fue proclamado en la primera magistratura.

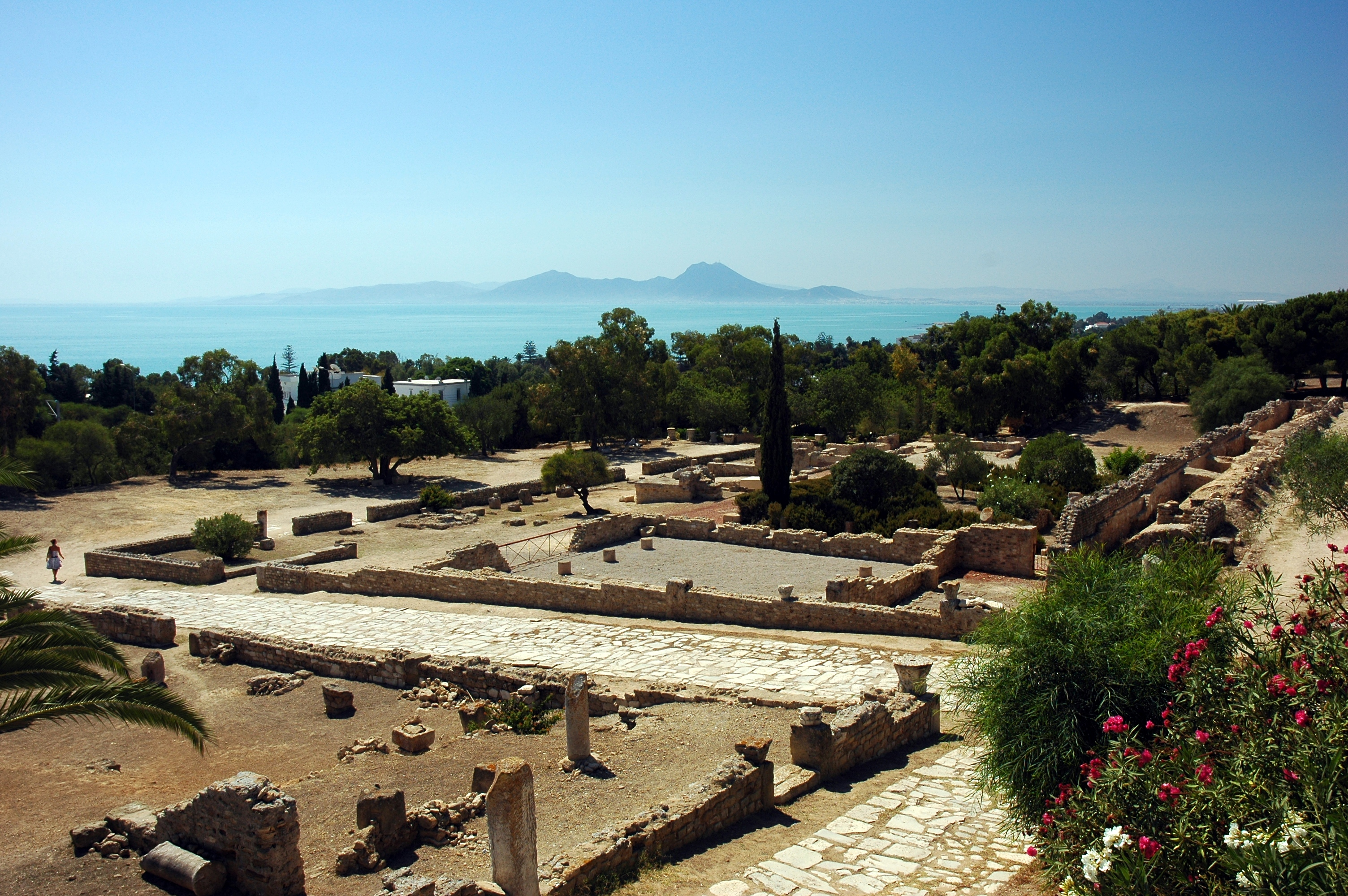
Ruinas de Cartago.

El Senado, por supuesto, le asignó África como su provincia, a la que inmediatamente partió, acompañado por sus amigos Polibio y Lelio.
Reanudó el bloqueo y emprendió acciones complementarias en el interior del país. En 146 a. C. se produjo el asalto final, el incendio y destrucción de la ciudad. Según Polibio, derramó lágrimas sobre las ruinas, citando un verso de la Ilíada: Llegará también un día en que perecerá Troya, la santa. Luego explicó que esta frase que hoy se aplicaba a Cartago, algún día podría ser aplicada a su patria, Roma.
África se convirtió en provincia romana y Escipión Emiliano se volvió a Roma donde celebró un espléndido triunfo y el sobrenombre de "Africano" que había recibido por herencia le fue dado por derecho propio.

## Censura
Elegido censor en 142 a. C., con Lucio Mumio. Se caracterizó por su severidad en la represión de la inmoralidad y el lujo, pero sus intentos fueron boicoteados por su colega, que vivía con gran ostentación y era en este sentido más indulgente.
En la solemne oración ofrecida en la celebración del lustro, Escipión cambió la súplica para la ampliación de la República en una para la preservación de sus posesiones actuales
En 139 a. C. fue acusado (según se cree de majestas) por Tiberio Claudio Aselo, un tribuno de la plebe que había sido reducido a la condición de aerarius por Emiliano, y privado de su cargo público, pero fue absuelto.
Por este tiempo también dirigió una embajada en Egipto y Asia, misión a la que solo se llevó cinco esclavos para dar ejemplo de combatir el lujo.

## Conquista de Numancia
Fue nombrado de nuevo cónsul en ausencia, para el año 134 a. C. junto con Cayo Fulvio Flaco y se le asignó la provincia de Hispania, con el mandato expreso de acabar con la resistencia numantina, donde los ejércitos romanos iban de desastre en desastre.
Al llegar a la zona, y ante la indisciplina del ejército, rehuyó el combate, salvo escaramuzas menores, y puso asedio a la ciudad de Numancia en toda regla. El hambre y las epidemias terminaron con la resistencia de Numancia en el año 133 a. C. Casi todos los numantinos mataron a sus familiares y luego se suicidaron. Los pocos supervivientes fueron vendidos como esclavos, y la ciudad arrasada. Cincuenta de sus principales habitantes fueron obligados a desfilar en el triunfo de Emiliano y los restantes fueron vendidos como esclavos.
Emiliano recibió el sobrenombre de Numantino además del de Africano menor.

## Lucha política

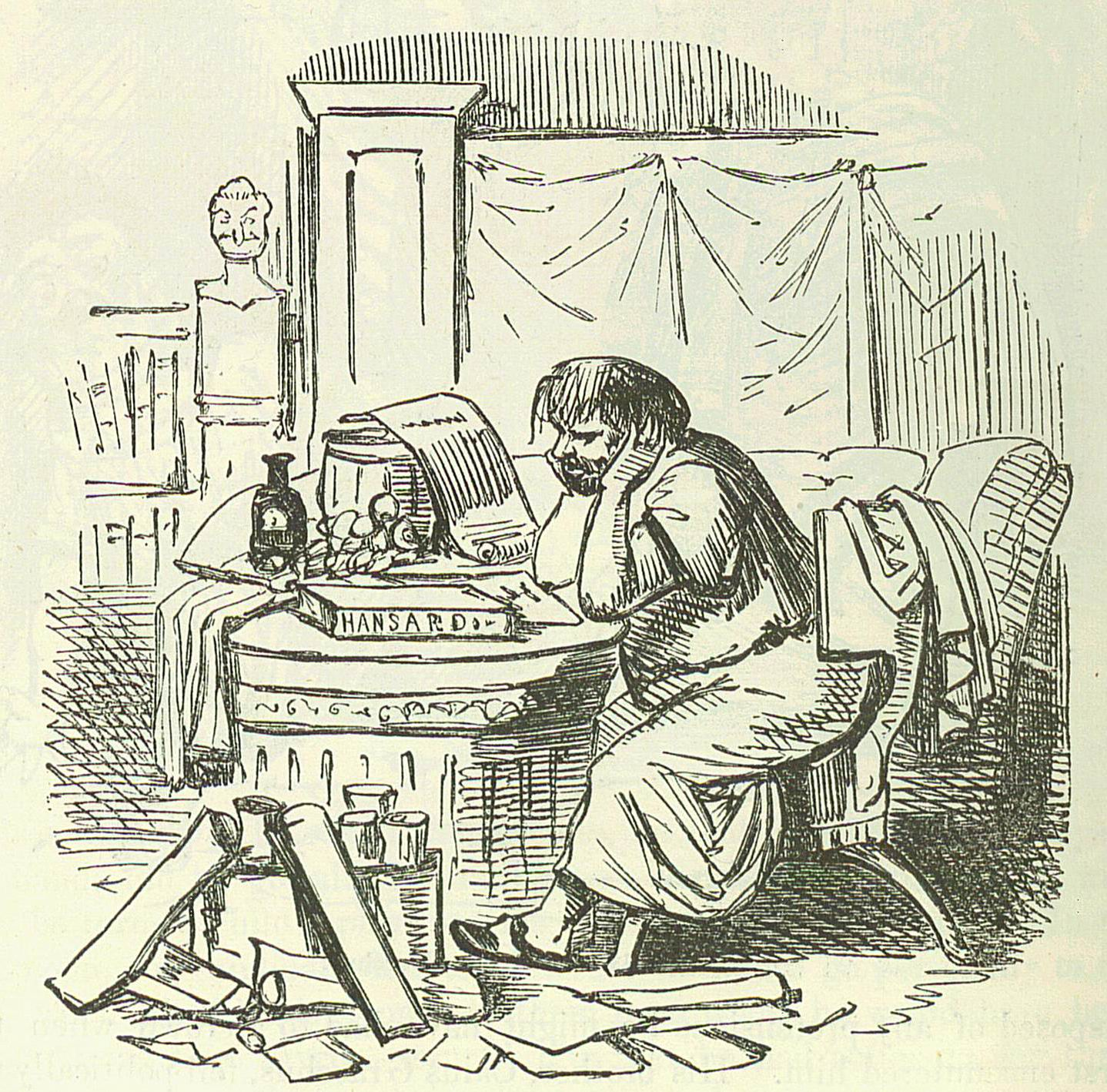
Escipión Emiliano preparando un discurso tras una copiosa cena. Gilbert Abbot A Beckett. The Comic History of Rome.

Mientras Escipión estaba ocupado en la reducción de Numancia, Roma estaba convulsa por las medidas del tribuno Tiberio Sempronio Graco, y que terminaron con el asesinato de este. A pesar de que Escipión estaba casado con Sempronia, hermana del tribuno de la plebe muerto, no tenía ninguna simpatía con sus reformas, y al recibir la noticia de su muerte en Numancia, se dice que exclamó con un verso de Homero:

«Así perecen todos los que hacen lo mismo otra vez».

A su regreso a Roma en el año 132 a. C., no ocultó su aprobación a la muerte de Graco, y cuando le preguntó el tribuno Cayo Papirio Carbón, en la asamblea de las tribus, lo que pensaba de la muerte de Tiberio Graco, él respondió que su asesinato fue justo (jure caesum). El pueblo, que esperaba una respuesta diferente, en voz alta expresó su desaprobación, y entonces Escipión, con desprecio aristocrático por la multitud, exclamó: Taceant quibus Italia noverca est.
El pueblo no olvidó este insulto, y desde este momento Escipión perdió gran parte de su influencia sobre ellos. Gracias principalmente a su influencia y autoridad el partido aristocrático fue capaz de derrotar el proyecto de ley del tribuno Carbón, que permitía la reelección indefinida de los tribunos.
Desde entonces Escipión Emiliano fue considerado la cabeza de la aristocracia (los "optimates") e impuso medidas, en el año 129 a. C. que tenían como consecuencia la virtual derogación de la ley agraria de Tiberio Graco; con la oposición vehemente de los tres miembros de la comisión agraria Fulvio Flaco, Papirio Carbón y Cayo Sempronio Graco.

## Labor cultural. El Círculo de los Escipiones
Su viaje a Grecia y su amistad con Polibio y el filósofo del estoicismo medio Panecio de Rodas, que viajó a Roma, formó en torno suyo a un círculo de artistas, escritores, filósofos y políticos imbuidos de los ideales del helenismo y del humanismo, el llamado Círculo de los Escipiones, cuyas ideas universalistas contrastaban con el nacionalismo acaudillado por el mos maiorum de Catón el Viejo y sus amigos del Senado. En el círculo de Escipión estuvieron además el poeta satírico Lucilio y el comediógrafo Terencio, entre otros.

## Su misteriosa muerte
En el foro fue acusado por Carbón de ser enemigo del pueblo, mientras el pueblo gritaba: «¡Abajo el tirano». Por la noche volvió a su casa acompañado por senadores y un gran número de aliados, y luego se retiró a su cuarto de dormir con la intención de redactar un discurso para el día siguiente.
Por la mañana, Escipión fue encontrado muerto en su habitación. Los rumores más contradictorios surgieron a raíz de su muerte, pero era opinión general que fue asesinado. Algunos pensaban que había muerto de muerte natural, y otras que se suicidó, pero el hecho concreto, que es admitido en todos los relatos, es que no hubo investigación de la causa de su muerte, lo que corroboraba la opinión popular de que fue asesinado.
Como culpables de su muerte se señaló a Sempronia y Cornelia, esposa y tía respectivamente, o Carbón, Fulvio y Cayo Sempronio Graco; Cicerón menciona expresamente que su asesino fue Papirio Carbón.